# XXVI Seven de Punta del Este
El XXVI Seven de Punta del Este es un torneo de rugby 7 que se celebró a fines del 2014 cerca de Punta del Este, Uruguay.
Particularmente en este año debido a la modificación en el calendario, se llevaron a cabo dos ediciones, la XXV celebrada en enero y la XXVI en diciembre.
Esta edición sufrió varios cambios en su organización, debido a la superposición de calendario con el Sudamericano de Fútbol Sub-20 de 2015 utilizó las instalaciones del Punta del Este Polo & Country Club en lugar del tradicional Estadio Domingo Burgueño Miguel. El club se encuentra en el balneario de Edén Rock, unos 20 km al este de la península de Punta del Este. Además se disputó en diciembre del 2014 y no a mediados de enero del 2015 como era habitual.

## Equipos participantes
Participaron 18 equipos, entre clubes y selecciones.
- 2 selecciones nacionales: Chile y Uruguay
- 2 uniones provinciales argentinas: Entre Ríos y Tucumán
- 6 clubes argentinos: Gimnasia y Esgrima de Rosario (GER), La Tablada, Liceo Naval, Paraná Rowing, Pucará y San Luis
- 7 clubes uruguayos: Carrasco Polo, Los Ceibos, Old Boys, Old Boys Centennial, Old Christians, Pucarú (PSG) y Trébol
- 1 equipo por invitación: Moby Dick

| - Old Boys - Pucará - La Tablada - Moby Dick - Old Christians - PSG | - Carrasco Polo - Tucumán - San Luis - Old Boys Centennial - Entre Ríos - Paraná Rowing | - Chile - GER - Los Ceibos - Uruguay - Liceo Naval - Trébol |

| - 16:30 La Tablada 0 - 19 Old Boys - 16:30 San Luis 24 - 0 Carrasco Polo - 16:50 GER 7 - 21 Los Ceibos - 17:10 Old Boys Centennial 12 - 0 Paraná Rowing - 17:10 PSG 0 - 33 Old Christians - 17:30 Liceo Naval 19 - 17 Trébol - 17:50 Tucumán 26 - 7 Carrasco Polo - 17:50 Pucará 17 - 0 Old Boys - 18:10 Chile 21 - 0 Los Ceibos - 18:30 Moby Dick 7 - 5 Old Christians - 18:30 Entre Ríos 17 - 0 Paraná Rowing - 18:50 Uruguay 34 - 0 Trébol - 19:10 Tucumán 12 - 15 San Luis - 19:10 Pucará 0 - 12 La Tablada - 19:30 Chile 35 - 14 GER - 19:50 Entre Ríos 10 - 5 Old Boys Centennial - 19:50 Moby Dick 35 - 0 PSG - 20:10 Uruguay 17 - 12 Liceo Naval | - 16:30 Liceo Naval 19 - 7 Paraná Rowing - 16:30 Ceibos 0 - 5 Polo - 16:50 OBC Centennial 14 - 12 Trébol - 16:50 Pucará 33 - 7 GER - 17:10 San Luis 10 - 13 Entre Ríos - 17:10 La Tablada 7 - 14 Moby Dick - 17:30 Uruguay 0 - 26 Tucumán - 17:30 Chile 5 - 0 OCC - 17:50 OBC 14 - 7 PSG - 18:10 Liceo Naval 12 - 14 Pucará - 18:10 Carrasco Polo 14 - 10 OBC Centennial - 18:30 San Luis 31 - 14 La Tablada - 18:30 OCC 0 - 12 Uruguay - 18:50 Chile 19 - 17 Tucumán - 18:50 Moby Dick 19 - 7 Entre Ríos - 19:10 Pucará 20 - 12 Carrasco Polo - 19:10 San Luis 19 - 24 Uruguay - 19:30 Chile 7 - 15 Moby Dick |

| Bandera de Argentina |
| Campeón Moby Dick    |
| Segundo título       |